# Liste der Naturdenkmale in Dorfhain
Die Liste der Naturdenkmale in Dorfhain nennt die Naturdenkmale in Dorfhain im sächsischen Landkreis Sächsische Schweiz-Osterzgebirge.

## Definition
„Naturdenkmäler sind rechtsverbindlich festgesetzte Einzelschöpfungen der Natur oder entsprechende Flächen bis zu fünf Hektar, deren besonderer Schutz erforderlich ist
1. aus wissenschaftlichen, naturgeschichtlichen oder landeskundlichen Gründen oder
2. wegen ihrer Seltenheit, Eigenart oder Schönheit.“

„§ 18 – Naturdenkmäler – (zu § 28 BNatSchG)
(1) Die Erklärung nach § 22 Abs. 1 BNatSchG von Teilen von Natur und Landschaft als Naturdenkmal erfolgt durch Rechtsverordnung oder Einzelanordnung.
(2) Über § 28 Abs. 1 BNatSchG hinaus können Naturdenkmäler zur Sicherung von Lebensgemeinschaften oder Lebensstätten von im Bestand gefährdeten oder streng geschützten Arten festgesetzt werden.“

## Liste
Link zu einem Kartenansichtstool, um Koordinaten zu setzen.
| Bild            | Bezeichnung                         | Lage | Beschreibung | Datum | Nummer  |
| --------------- | ----------------------------------- | --- | ------------ | ----- | ------- |
| Fotos hochladen | Bergbaustolln „Aurora“ bei Dorfhain | Dorfhain Im Tal der Wilden Weißeritz südwestlich der Ortslage Dorfhain (50° 55′ 30,5″ N, 13° 33′ 1,8″ O) |              |       | wrk 091 |

Im Nummernschema des Landkreises kennzeichnen
- Kleinbuchstaben = Einzelnaturdenkmale
- Großbuchstaben = Flächennaturdenkmale